# サンダー (バンド)
サンダー（Thunder）は、イングランド出身のハードロック・バンド。
ルーク・モーリーのプロデュース能力と作詞作曲能力、ダニー・ボウズの哀愁のある歌声と最終決定するセンス、個々の演奏能力とコーラスワークで人気を博しているイギリスのグループ。特に歌詞とタイトルは、言葉の組み合わせが絶妙でリアリティあふれる特色がある。
バンド名はファースト・アルバム『バックストリート・シンフォニー』収録曲「Distant Thunder」から。

## 略歴
1988年
- 12月31日、ロック・バンド、テラプレイン解散。ロックなのかポップスなのかバンドの行く末がわからなくなったためバンドを消滅させることになる。

1989年
- 1月2日、テラプレインのメンバーだった、ダニー・ボウズとルーク・モーリーによって結成される。
- 1月12日、デモテープのレコーディング開始するも、予定していたドラマーが別のバンドからツアーの仕事をもらってしまう。
- ダニーとルークは急遽、テラプレインのドラマーだった、ハリー・ジェイムズに電話で相談する。マイナーなバンドにいたハリーはちょうど将来を考え始めていて「よし俺を必要だと思わせてやる」と考えたが冗談で一端断る。どうしてもハリーが必要だった、ダニーとルークはもう1度「君に賭けているんだ」と頼みスタジオに来てもらう。
- 2月21日、EMIの関係者も同席してのリハーサル。この時、ベースを担当したのはバッド・カンパニーのスティーヴ・プライス（Steve Price）。
- 4月10日、デモ録音。デモではルークがベースもプレイし、プロデューサーはテラプレイン時代からの友人で元デュラン・デュランのアンディ・テイラー、エンジニアはベンが担当している。「これは続けた方が良い」と思ったほど上手くいき、ハリーはバンドに参加することを決める。
- 4月27日、ハリーがドラムをプレイしていたブルースバンドをロンドンのライブハウスで見る。ここでベースを弾いていたのがマーク・"スネイク"・ラックハーストだった。
- 4月28日、EMIと契約する。
- 5月2日、最後にオーディションを受けた、ベーシストのスネイクが加入する。
- 6月2日、ギターとキーボードを弾き、スタジオ・エンジニアもこなす、マルチプレーヤーのベン・マシューズが加入する。
- 8月3日、『バックストリート・シンフォニー』のフロントカバー用の写真撮影。ルークの母親で美術の先生、そしてアーティストのクリスティン・モーリーがアートワークを担当する。アルバム・タイトルから連想して、裏道で指揮者に扮したハリーがホームレスと娼婦を指揮している。
- 8月7日、『バックストリート・シンフォニー』レコーディング開始。プロデューサーはアンディ、エンジニアはエアロスミス、ボン・ジョヴィらを手がけた、マイク・フレイザー。エンジニア補佐はベンが担当している。
- 10月18日、アメリカのカリフォルニア州パサディナの市民ホールにて「She's So Fine」のPV撮影。夜中にスタートし、翌日朝7時に終了する。

1990年
- 3月5日（日本盤は4月25日）にアルバム『バックストリート・シンフォニー』でデビューする。全英アルバムチャートで初登場21位に入る。
- 4月4日、ニューヨークにてアメリカ・メディア用のライブ。
- 4月10日、ロサンゼルスでも同様のライブ。この頃、アメリカではグランジが流行っていたので、アメリカのレーベル、キャピトルはイギリスのバンドに対して関心がなかった。キャピトルのあまりの熱意の無さに、ダニーはメンバーと相談しレーベルを変えることを決める。
- 8月18日午後2過ぎ、ドニントンでの「モンスターズ・オブ・ロック」にクワイアボーイズらと出演。サンダーは最高のオープニング・アクトと称賛を受ける。

1991年
- 4月5日にアルバム・ジャケットを一新して『バックストリート・シンフォニー』をアメリカのレーベル、ゲフィンからアメリカ盤再発。
- 6月21日に日本盤『バックストリート・シンフォニー+ライヴ!!』を発売する。ともにルークがギターを弾いている写真を起用している。
- 12月31日、「FINAL COUNT DOWN」のトップバッターとして初来日ライブ。他の出演者はメタリカら。ベンはバイク事故のため右足の骨にヒビが入った状態でライブを強行する。

1992年
- 6月27日、ルークとハリーが『ラフィング・オン・ジャッジメント・デイ』のプロモーションで来日。日光江戸村に行き、TV番組用に2人で忍者に扮してコントを撮影する。
- 8月24日（日本盤は8月28日）『ラフィング・オン・ジャッジメント・デイ』発売。プロデューサーはアンディ・テイラー。ピンク・フロイド、レッド・ツェッペリンのアルバム・ジャケットなどを手がけていたストーム・ソーガソンの不思議なアートワークが話題になる。
- 9月16日、日本盤ビデオ『バックストリート・シンフォニー（Backstreet Symphony The Videos Plus Donington '90 Special）』発売。このビデオにはコント、アルバム『バックストリート・シンフォニー』から4曲のPVと、ドニントンでの「モンスターズ・オブ・ロック」におけるライブ映像が4曲収録されている。後に1部、DVD化されている。
- 12月10日、初の単独来日。大阪ではルークのお友達というストリッパー嬢数名がステージに乱入。
- 12月15日、最終日、渋谷公会堂。ステージに走り出たダニーが膝の靱帯を損傷し、ステージに倒れ込む。ライブは中止かと思われたが、ダニーはドラムライザーに座って氷で膝を冷やしスコッチを飲みながらライブを強行した。
- その夜、スネイクとバンドメンバーがケンカをし、ライブ時にスコッチを1本空けたせいで気分が高揚していたダニーがスネイクをクビにする。
- 12月31日、スネイクが脱退（クビ）を発表する。

1993年
- 2月11日、『トップ・オブ・ザ・ポップス』にベース抜きで出演。
- 2月27日、オーディションの結果、グレイト・キング・ラット（Great King Rat）でプレイしていたスウェーデン人のマイケル・ホグランドがベーシストとして加入。
- 9月上旬、ホワイトスネイクの元ボーカル、デイヴィッド・カヴァデールがルークを引き抜きホワイトスネイクを再結成させようとしているという噂が立つ。デイヴィッドは否定するが、ルークがダニーに明言を拒み口論になる。
- その後、ルークがダニーとだけ口を利かなくなったり、ダニーが『ケラング!』誌にケンカの内容を暴露するなどエスカレート。一時は解散の危機に発展する。
- 11月10日、ダニーはホワイトチャペルにあるホームレス支援団体「CRISIS」とミーティング。12月14日ロンドンにてホームレス支援のチャリティ・コンサートを行う。

1994年
- 5月6日、イギリスのサセックス州のスタジオにて『ビハインド・クローズド・ドアーズ』のレコーディング準備。
- 5月23日から制作をアメリカに移してレコーディングを開始。プロデュースはルークとファースト・アルバムのエンジニア、マイク・フレイザーと共同で行う。

1995年
- 1月18日、ロンドンのホワイトシティにあるレジャー・センターにて「River Of Pain」のPVを18時間かけて撮影する。過酷な撮影に体調を悪くするメンバーもいた。
- 1月23日（日本盤は1月25日）、アルバム『ビハインド・クローズド・ドアーズ』発売。全英チャート5位に入る。
- 2月6日、ダニーとルークがプロモーションのため来日。アコースティック・パフォーマンス付きのインストア・イベントに出演。来日中、カニ天ぷら、カニしゃぶ、カニ寿司などカニ尽くし料理を堪能したレストランでは即興でカニ・ブルースという歌を披露する。
- 3月17日～23日、イギリスに戻り、サウスエンドの海岸で「Castles In The Sand」のPVを撮影する。
- 8月22日、日本公演のため来日。
- 8月23日、東芝EMIから日本企画ライブ盤『ライヴ・サーキット』発売。このライブ・アルバムには1995年1月（日にち不明）のイギリスのクラブ・サーキットで行われたライブが収録されている。
- 9月22日英国で（日本盤は11月29日）、シングル（EMI時代の曲）を集めたベスト盤『ゼア・ファイネスト・アワー (アンド・ア・ビット)』発売。

1996年
- 1月～2月、ルークとベンはアンディ・テイラーと共にスペインでアルバムの曲作りを行う。
- 3月、『BURRN!』誌の読者投票で1995年度のベスト・ボーカリストの1位にダニーが選ばれる。ダニーが長髪だった髪をバッサリ切っていたことが発覚し、ファンがショックを受ける。8月の来日ではどこに行っても髪の話題になる。日本では彼氏と別れたときに髪を切ると知ったダニーはお姉言葉で「彼氏と別れたからなの」と答えていた。
- 4月、イギリスのウェールズのスタジオでアルバムのレコーディング開始。マイケルが所用で参加できず。マイケルの代わりのベーシスト（名前不明）とその彼女とギクシャクしたため、ベースはルークが担当している。プロデュースはルーク、エンジニアはルパート・コウルソンが担当している。
- 8月、マイケルが彼女に「私とお腹の子供のためにバンドを辞めてスウェーデンに帰ってきて欲しい」と迫られる。マイケルは悩んだ結果、スウェーデンに帰るため脱退を決意する。
- 8月、ベンが深刻な腱鞘炎を患い、イギリス盤『スリル・オブ・イット・オール』の発売とそれに伴う、11月に予定していたツアーを延期する。
- 9月1日、『スリル・オブ・イット・オール』日本先行発売。アルバムの最後には全員が酔っ払って収録した「Moonlight Club」というシークレット・トラックが収録されている。この曲はマイケルとマイケルの好きだった、ブラック・サバスのオジー・オズボーンに捧げるために作られた。
- 11月、ゼン・ジェリコでプレイしていたベースシスト、クリス・チャイルズが加入する。
- 11月～12月、アンディ・テイラー、ロバート・パーマーらによる、パワー・ステーションの再結成ツアーにベーシストとしてルークが参加。12月の来日公演にも同行。

1997年
- 1月23日、日本公演始まる。ダニーがインフルエンザにかかってしまい医者から絶対安静を申しつけられる。だが日本ツアーの後に英国ツアーが組まれていたために延期は不可能。高熱を押して予定通りに来日公演を強行。
- 2月2日、イギリス盤『スリル・オブ・イット・オール』発売。全英チャート20位に入る。
- 2月5日、『スリル・オブ・イット・オール』英国ツアー・スタート。途中、ダニーが咽頭炎を発症。数回の公演を延期する。
- 3月7日、ヨーロッパ・ツアー開始。4月20日に延期されていた英国ツアーをニューカッスルより開始、最後はロンドンにて終了。成功を収める。
- 7月23日、ダニーが膝の手術を受ける。

1998年
- 2月16日、イギリスで（日本盤は2月21日）ライブ・アルバム『ライヴ』発売。
- 3月21日、日本盤（輸入盤は3月30日）ライブ・ビデオ『ライヴ』発売。

1999年
- 3月15日、英国でアルバム『ギヴィング・ザ・ゲーム・アウェイ』発売。
- 4月30日来日。5月1日から、東京日比谷野外音楽堂を含むツアー開始。
- 5月～6月英国ツアーがレスターで始まり、ケンブリッジで終了。
- 6月21日（日本盤は7月23日）、レア・トラック集アルバム『ザ・レア、ザ・ロウ・アンド・ザ・レスト』発売。
- 11月4日、レコード会社とのやり取りにうんざりしたのと、年を重ねるとチャンスも減ってくる、何かやるには若い時期ではないといけないことに気が付き解散を決め表明する。
- 12月、英国ツアー。最終日はロンドン。

2000年
- 3月8日～3月19日、解散日本ツアーが行われる。
- 3月12日、13日、14日、川崎クラブチッタ公演。
- 3月18日の大阪公演では帰らない客のために急遽2回目のアンコールをする。シャワーを浴びる前に脱いだ汗だくの服が着られず、仕方なく全員が下着姿でステージに上がる。
- 3月19日の最終日の川崎クラブチッタでは終了後、急遽、冗談でサンダーパンツを販売する（特売品のブリーフにメンバーがサインを入れたもの限定20枚）。
- 4月11日、サンダーがもう1度だけロンドンの「Dingwalls」でライブをすると告知する。チケットは3時間で売り切れる。
- 5月4日、「Dingwalls」でラスト・ショーを行う（このライブの模様は後にCD『They Think It's All Over ...It Is Now』として、シリアルナンバー付きの1万枚限定でリリースされた）。
- 7月19日、ビクターエンタテインメントから日本企画ライブ盤『オープン・ザ・ウィンドウ、クローズ・ザ・ドア～ラスト・ライヴ・イン・ジャパン』が発売される。このライブ・アルバムには2000年3月12日、13日、14日、19日の川崎クラブチッタで行われたライブ音源が収録されている。
- 8月～9月、ルークがロンドンやサリー・スタジオでソロ・アルバムを制作する。
- 11月、ルークがラスベガスでソロ・アルバムの曲「Go With The Flow」のPVを撮影する。

2001年
- 3月1日、ルークの初ソロ・アルバム『エル・グリンゴ・レトロ』のイギリス盤と日本盤が発売される。
- 5月14日、「Dingwalls」でのアコースティック・パフォーマンス部分のみ収録のCD『They Think It's All Over ...It Is Now』英国盤が発売される。
- 5月23日、東芝EMIから日本企画盤『ライヴ・アット・ドニントン“モンスターズ・オブ・ロック1990”』が発売される。これは1990年8月18日のドニントンのライブをすべて収録した完全版である。

2002年
- 5月27日、ダニーとルークのデュオ、ボウズ&モーリーのデビュー・アルバム『ムーヴィング・スウィフトリー・アロング』のイギリス盤と日本盤が発売される。
- 7月5日、6日、大阪と川崎でボウズ&モーリーの来日ライブを行う。ベースはクリスが担当する。
- 7月7日、新宿タワーレコード7階でインストアイベントを行うがダニーの声が出なくなり、急遽トーク・イベントに変更。
- 7月（日付不明）、イギリスにてダニーが屋内で「モンスターズ・オブ・ロック」を行うアイデアをプロモーターに売ったところ、逆にプロモーターから「君が共同プロモーターにるべき。そしてサンダーを再結成させて出演させればいい」と提案される。「そのつもりはない」とダニーが言うも、プロモーターに「モンスターズ・オブ・ロックをやるならサンダー再結成が条件」と言われ断られる。
- 意を決したダニーがメンバー、それぞれに電話をすると全員再結成に賛成する。メンバー全員、解散したくてしたのではないことに気がつく。
- 7月10日、「モンスターズ・オブ・ロック」に参加するため、サンダーが期間限定で再結成すると発表。後に期間限定ではなくなる。
- 11月16日～26日、モンスターズ・オブ・ロック・ツアーがスタート。再結成したサンダーは8000人の前でライブをする。2年半のブランクをメンバーも客も感じないライブとなる。

2003年
- 3月3日、アルバム『シューティング・アット・ザ・サン』をインターネットのみで販売。3月5日、日本盤発売。4月11日、英国でもCDショップでの販売開始。
- このアルバムにはボウズ&モーリーでセッションした、ウィンターヴィル（Winterville）のメンバー、ピーター・ショルダーとの競作「The Man Inside」が収録されている。この曲を作った2000年当時、ピーターは17歳という若さであった。CDに収録された方でピーターはギター・ソロも披露している。
- 4月11日、ライブのMCの対訳や、メンバーのインタビューを追加した、CCCD盤（日本盤）『西暦2000年倫敦での“解散”アコースティック・ライヴ!!（They Think It's All Acoustic...it Is Now）』発売される。
- 7月14日、今まで発売したアルバムのバラードを集めたアルバム『バラッズ』のイギリス盤が発売。

2004年
- 2月23日、ボウズ&モーリーのセカンド・アルバム『モーズ・バーベキュー』が発売される。
- 2月24日、『モーズ・バーベキュー』のCCCDアルバム（日本盤）が東芝EMIから発売される。
- 5月8日、ロンドンでアコースティック・ライブ。クリスは所用で来られず代わりにハリーがベースを担当する。

2005年

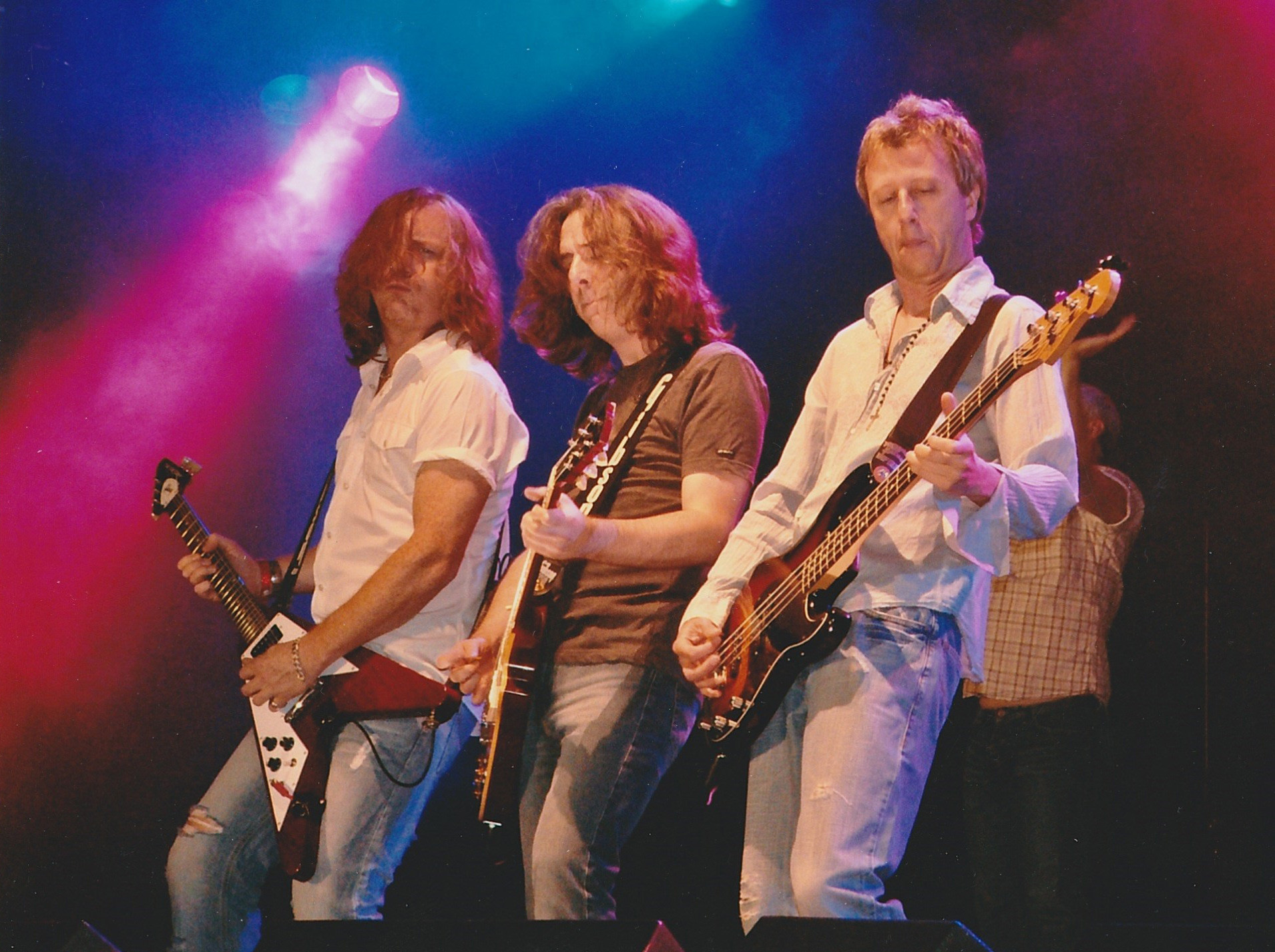
イギリス・ギルフォード公演 (2005年7月)

- 2月21日、アルバム『マグニフィセント・セヴンス』リリース。日本盤は3月24日リリース。
- 3月30日、日本盤の『バックストリート・シンフォニー』『ラフィング・オン・ジャッジメント・デイ』『ビハインド・クローズド・ドアーズ』『ゼア・ファイネスト・アワー』『バラッズ』が未収録音源収録で再発される（『バラッズ』は初の日本盤）。これ以降、2006年から何度も再発されるが、ボーナストラックが付いていない場合もある。
- 6月から7月にかけて、『マグニフィセント・セヴンス』を引っ提げての日本ツアーを挙行
  - 6月29日 大阪 BIG CAT
  - 7月1日 名古屋 E.L.L.
  - 7月2日 川崎 CLUB CITTA'
  - 7月3日 川崎 CLUB CITTA'
- 9月26日、英国でCD盤『They Think It's All Acoustic...it Is Now』が再発される。
- 12月26日から近畿日本ツーリスト株式会社が急遽決定した、DVD撮影のためのツアー「サンダー・プレジャー・ハンティング・ツアー」の参加者の有料募集を開始する。定員40名のところ問い合わせが殺到したため、80名に増員される。

2006年

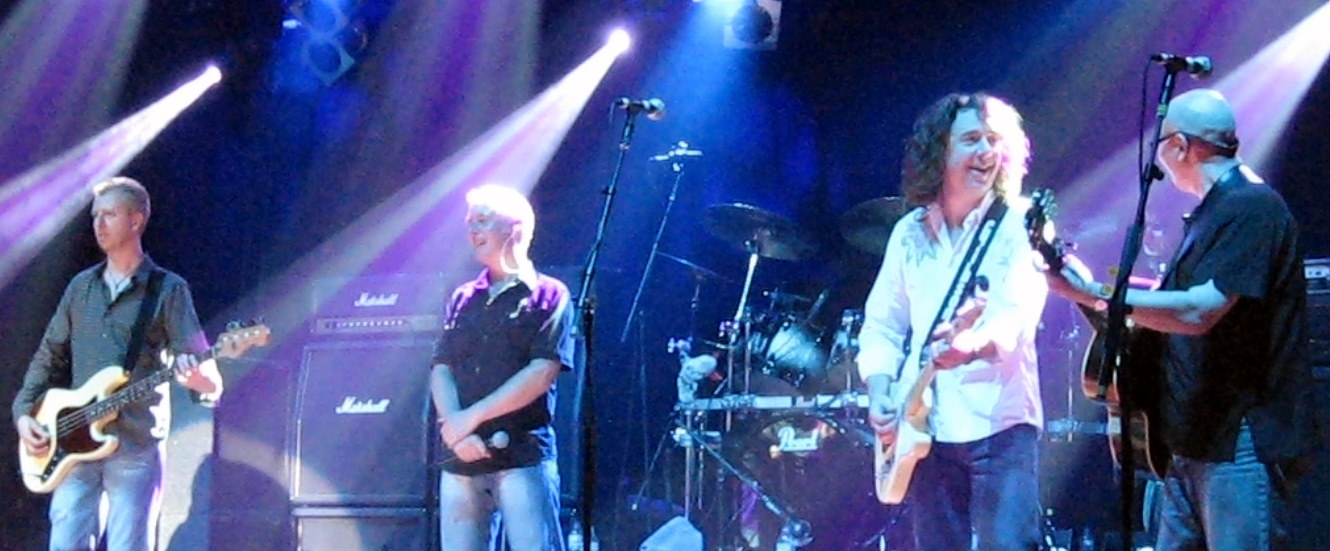
イギリス・ウルヴァーハンプトン公演 (2006年)

- 2月18日、19日に川崎クラブチッタなどを含める7ヶ月ぶりの来日公演を行う。ライブの他に「サンダー・プレジャー・ハンティング・ツアー」の参加者と共に船に乗るなど交流会をし、その模様と来日から帰国までを撮影する。
- 英国で5月28日（日本盤は6月22日）にビデオ『バックストリート・シンフォニー』のドニントン「モンスターズ・オブ・ロック」のライブ映像と、1990年から1995年まで（EMI時代）のPVが収録されたDVD『フロード・トゥ・パーフェクション (ザ・ビデオ・コレクション 1990-1995)』が発売される。日本盤はボーナスディスク付きで1991年のアコースティック・スタジオ・ライブと1992年に来日した際のハリーとルークが忍者に扮し日光江戸村で撮影したコントが収録されている。
- 11月10日、輸入盤『ロバート・ジョンソンズ・トゥームストーン』発売。クリスがサンダーで初めて作曲した「Last Man Standing」が収録されている。

2007年
- 1月24日、2006年に撮影した川崎クラブチッタのライブ、ファンとの交流、来日から帰国までを収録したDVD『サンダー・ゴー・マッド・イン・ジャパン』発売。
- 2月21日、ビクターエンタテインメントから日本盤『ロバート・ジョンソンズ・トゥームストーン』発売。
- 9月15日、『ロバート・ジョンソンズ・トゥームストーン』発売記念の来日ツアーを開始する。
  - 15日 大阪 BIG CAT
  - 16日 川崎 CLUB CITTA'
  - 17日 東京 SHIBUYA O-EAST

2008年
- 10月31日、イギリス盤（日本盤は11月19日） アルバム『バン!』発売。このアルバムを録音するため、20年来の友人の女性がイングランド西部に所有する城を借りる。その中の円形の（特殊な反響のある）部屋をルークが選択し録音される。ルークとアンディ・ジュニア（アンディ・テイラーの息子）とアンディのバンド・メンバー、マイク・キーンとの競作「Watching Over You」が収録されている。
- 11月8日、来年の結成20周年来日ツアーがオフィ、ビクターエンタティメントのサイト、川崎クラブチッタ・サイトで告知される。
- 11月16日、ハリーが腎臓結石のため入院する。ハリーが退院するまで『バン!』発売に伴うツアーはサポート・ドラムで続けると公式に告知される。
- 11月22日、ハリーが無事に退院し、ツアーに復帰する。
- 11月25日、早朝、ハリーの代役を務めたドラマー、ジョン・トンクスがバンドに別れを告げる。

2009年
- 1月2日、結成20周年を迎える。
- 1月26日、川崎クラブチッタ・サイトで日本公演のためのリクエストとサンダーの思い出の募集開始。
- 1月28日、公式サイト内でサンダー以外の活動が忙しくなり今年の夏に解散すると表明する。告知したツアーはすべて行われ、7月11日のロンドンがラスト・ライブになる。
- ツアーのタイトルが「20th Anniversary Tour」から「20th Anniversary & Farewell Tour」に変更される。
- 4月15日、大阪、心斎橋CLUB QUATTROから解散来日ツアーが行われる
- 4月17日、名古屋、E.L.L
- 4月18日、川崎CLUB CITTA。19日、川崎CLUB CITTAで幕を閉じる。
- この解散来日ツアーは川崎クラブチッタ・サイトで募集したリクエストを反映し、毎晩セットリストを大幅に変えたという結果、時間の感覚が狂うほどの過酷なツアーになった。
- 公式ブログでダニーは来日公演と最終日の川崎CLUB CITTAについて「セットリストを目まぐるしく変えたせいで時間の感覚が狂った」「体力を使い果たした。みんながさらに拍手して叫び続けていたけど、俺には何も与えられないことはわかっていた（2度目のアンコールに応え）別の歌を歌うどころか、自分でシャワーを浴びるのが精一杯だった」とコメントしている。
- 5月7日、公式サイトで6月1日にロンドンの多目的施設、IndigO2（インディグオーツー）で行われる「CHILDLINE ROCKS 2009」と、7月31日にドイツのローテンブルクで行われる「ROCK OF AGES FESTIVAL」に出演が決定し、ロンドンがラストライヴではなくなったと告知される。
- 5月11日、EMIから3枚組のベスト・アルバム（輸入盤）『ザ・ヴェリー・ベスト・オブ・サンダー』が発売される。アルバムから44曲、デモ音源、ライブ音源（1990年ドニントン他）が収録されている
- 6月28日、サンダーの公式サイトでルークとピーター・ショルダーのデュオ・アルバムの告知がされ、その中のデモから1曲「Watch the River Flow」の無料ダウンロードが開始される。
- 7月31日、ドイツのローテンブルクで「ROCK OF AGES FESTIVAL」が行われる。この日に解散する。ダニーは体力の限界を理由にシンガー引退を宣言する。
- 8月24日、ルークとピーターのユニット名が「ジ・ユニオン（The Union）」に決定する。
- 9月11日、サンダーの公式サイトでルークとピーターが『バン!』を録音した城で、デモを12曲録音したと告知される。

2010年
- 3月5日、レコード・デビュー20周年を迎える。
- 6月5日、EMIより1990年から1995年までの全て未発表のライブ音源を収録した6枚組ボックス『Live At The BBC (1990-1995)』（初回生産限定盤）が発売される。
- 8月13日、ダニーが公式ブログでシンガー引退宣言をあっさり撤回。歌いたくて仕方がなくなり、古くからの友人であるデイヴ・バケット・コルウェル（Dave "Bucket" Colwell）のアルバム『Guitars Beers & Tears』に参加し 「Life」という曲でソロを担当したことを発表。
- 9月11日、ダニーがデイヴ・バケット・コルウェルらと1日限りのバンド「The Jones Gang」 を結成。イギリス、ユーハースト、サリー州のホーシャム・レーンにあるハートウッド・パーク・ポロ・クラブ（Hurtwood Park Polo Club）というポロの競技場でライブを行う。1960年代、1970年代のヒット曲を演奏する。

2011年
- 2月16日、公式ウェブサイトで7月24日にロンドンにあるヴィクトリア・パークで行われる、第2回 High Voltage Festivalにサンダーが出演すると告知される。これは1回限りの出演で再結成ではないとのこと。

2013年
- 7月7日、公式ウェブサイトで11月22日と11月23日に2日間の来日公演が告知される。この公演は川崎クラブチッタ25周年記念の特別公演で再結成に繋がるのかは不明。サポートはルークとピーターとのユニット「ジ・ユニオン」（これが初来日）。
- 8月1日、ドイツで開催された野外ヘヴィメタル・フェスティバル、ヴァッケン・オープン・エア2013に出演。
- 11月、「Double Trouble ＋ Double Fun」と銘打った来日公演を挙行。事前の告知どおり、オープニング・アクトとしてジ・ユニオンが参加。
  - 22日 川崎CLUB CITTA'
  - 23日 川崎CLUB CITTA'

2014年
- 10月19日、日本で開催されたヘヴィメタル・フェス、LOUD PARK14に出演。新曲「Wonder Days」を披露し観客を大いにわかせた。後にニュー・アルバムのタイトル曲と告知される。なお、病気療養中のベンの代役としてギターをピーター・ショルダーが、キーボードをルークがそれぞれ務めた。
- 11月26日、YouTubeでLOUD PARK14のライブ映像が公開される。曲は「Wonder Days」。映像の最後で2015年にニュー・アルバムを発売すると告知する。
- 11月27日、公式ウェブサイトで2015年2月13日にニュー・アルバム『ワンダー・デイズ』のEU盤を発売すると告知する。これは6年ぶりのアルバムである。今作では病気療養中でレコーディングに参加できなかったベンの代役をルークが務めている。
- 12月19日、公式ウェブサイトで2015年2月11日に『ワンダー・デイズ』の日本盤を発売すると告知する。EU盤の発売日が2月16日に変更される。

2015年
- 2月11日、アルバム『ワンダー・デイズ』の日本盤を発売。
- 2月16日、『ワンダー・デイズ』EU盤発売
- 11月～12月にかけて、アルバム『ワンダー・デイズ』に伴う日本ツアーを挙行。なお、病気療養中だったベンは、このツアーには問題なく帯同した。
  - 11月30日東京 EX THEATER ROPPONGI
  - 12月1日 大阪 梅田CLUB QUATTRO

2016年
- 1月29日、2CD＋DVDまたはBlu-rayの3枚組ライブ・アルバム『オール・ユー・キャン・イート』リリース。日本盤は3月2日リリース（日本限定ボーナスCDとして、2014年LOUD PARKの音源を収録した特別盤が付属）。

2017年
- 2月10日、アルバム『リップ・イット・アップ』をリリース[1]。
- 4月22日、12インチLPレコード『29 Minutes Later』リリース（2016年1月27日 ロンドンのGibson Showroomでのアコースティック・ライブを収録）。
- 8月27日、CLUB CITTA'30周年記念興行の一環として「Mix It Up - Then & Now」と銘打った来日公演を、2018年に開催すると発表。日程は2018年1月10日大阪、同1月12日、13日川崎。
- 11月18日～11月25日、アリス・クーパーのドイツ公演にスペシャル・ゲストとして参加。
- 12月1日、EP『クリスマス・デイ』リリース。日本盤は12月8日リリース（日本限定で2曲を追加収録）。

2018年
- 1月、「Mix It Up - Then & Now」と銘打った来日公演を挙行。
  - 10日 梅田CLUB QUATTRO
  - 12日 川崎CLUB CITTA'
  - 13日 川崎CLUB CITTA'
- 6月、8日～10日にイギリスはドニントンで開催されるダウンロード・フェスティバル2018に出演予定

2019年
- 6月、結成30周年を記念した特別来日公演「Sit Down / Stand Up - 30 th Anniversary」を挙行。本公演は日本初の2セット・ショーとして、Sit DownアコースティックとStand Upエレクトリックの2部構成で行われた。
  - 8日 川崎CLUB CITTA'
  - 9日 川崎CLUB CITTA'

2020年
- 1989年から2000年に掛けて、地元イギリスにて運営されていた公式ファンクラブ「Thunder Channel」がリニューアルして再開。

2021年
- 3月12日、アルバム『オール・ザ・ライト・ノイゼズ』をリリース
- 9月24日、アルバム『オール・ザ・ライト・ノイゼズ』デラックス・エディション（2CD＋DVD）をリリース

2022年
- 4月29日、バンド史上初の2枚組スタジオ作『ドーパミン』をリリース
- 8月、ダニーがに頭蓋骨を骨折して後、脳卒中を発症。幸い手術は成功し、その後、クラウドファンディングで費用を募り数ヶ月のリハビリを経て、2023年2月には英Planet Rock Radioの番組に復帰。しかしながら現在、バンド活動の再開目処は立っていない。

2023年
- クリスが過去に在籍（2014年-2017年）していたTykettoにサポートアクトとして復帰。
- 11月、 ルークがスパイク率いるクワイアボーイズにガイ・ベイリー（2023年4月、死去）の後任として加入。

2024年
- 9月、ダニーが2025年6月に本国にてチャットツアーを開催すると発表。

## メンバー

### 現ラインナップ
- ダニー・ボウズ (Daniel John Bowes)：ボーカル (1989年– )
愛称、ダニー(Danny)とドン(Don)。ドンはハリーが命名する。理由は不明。1960年4月14日イギリス、ロンドン生まれ。
- ルーク・モーリー (Luke Morley)：ギター (1989年– )
愛称、グレイト(Great)。作詞、作曲、大半のアレンジをやるなど何でもこなすため、ダニーが冗談で言っていたのが定着した。1960年6月19日イギリス、ロンドン生まれ。左利き
- ベン・マシューズ (Ben Matthews)：ギター/キーボード (1989年– )
愛称、ベニー・ザ・ジャズ(Benny The Jazz)。四六時中ジャズをジャムっていたため。ダニーが命名。1963年7月21日イギリス、ロンドン生まれ。右利き用のギターを使用しているが実は左利き。
- クリス・チャイルズ (Chris Childs)：ベース (1996年– )
本名、クリストファー・ジェイムス・チャイルズ(Christopher James Childs)。1959年6月24日イギリス、エセックス州ライトル生まれ。10歳からギターを始め16歳でベースに転向する。1993年にサマンサ・フォックスと共にエストニア、ロシア、レバノンをツアーした。
- ゲイリー "ハリー" ジェイムズ (Gary "Harry" James)：ドラムス (1989年– )
メンバーの誰が、愛称ハリーと呼び始めたかは不明。ただ、ゲイリーと呼ぶのに飽きたという説はある。1960年12月14日イギリス、ロンドン生まれ。

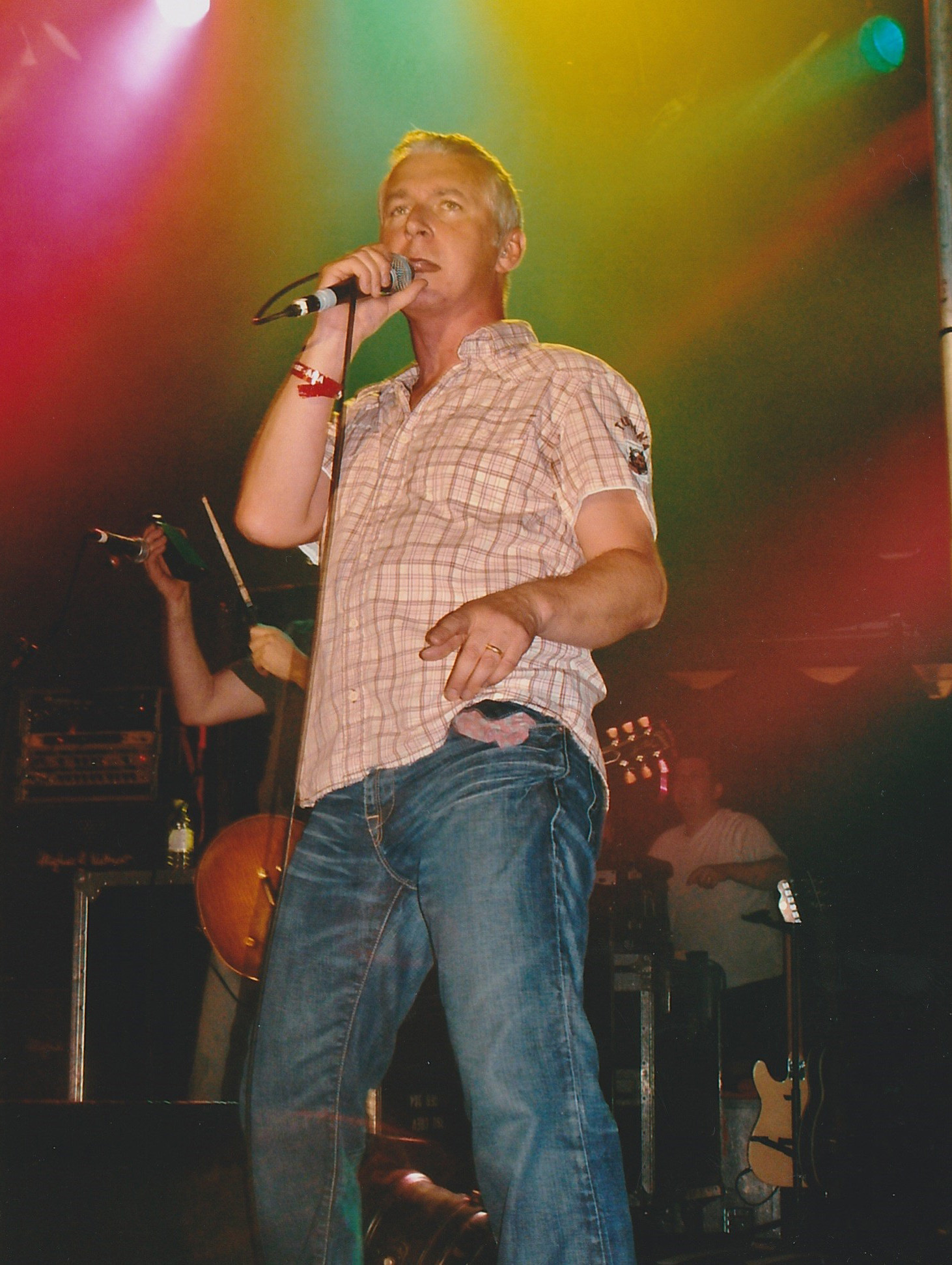
ダニー・ボウズ(Vo) 2005年
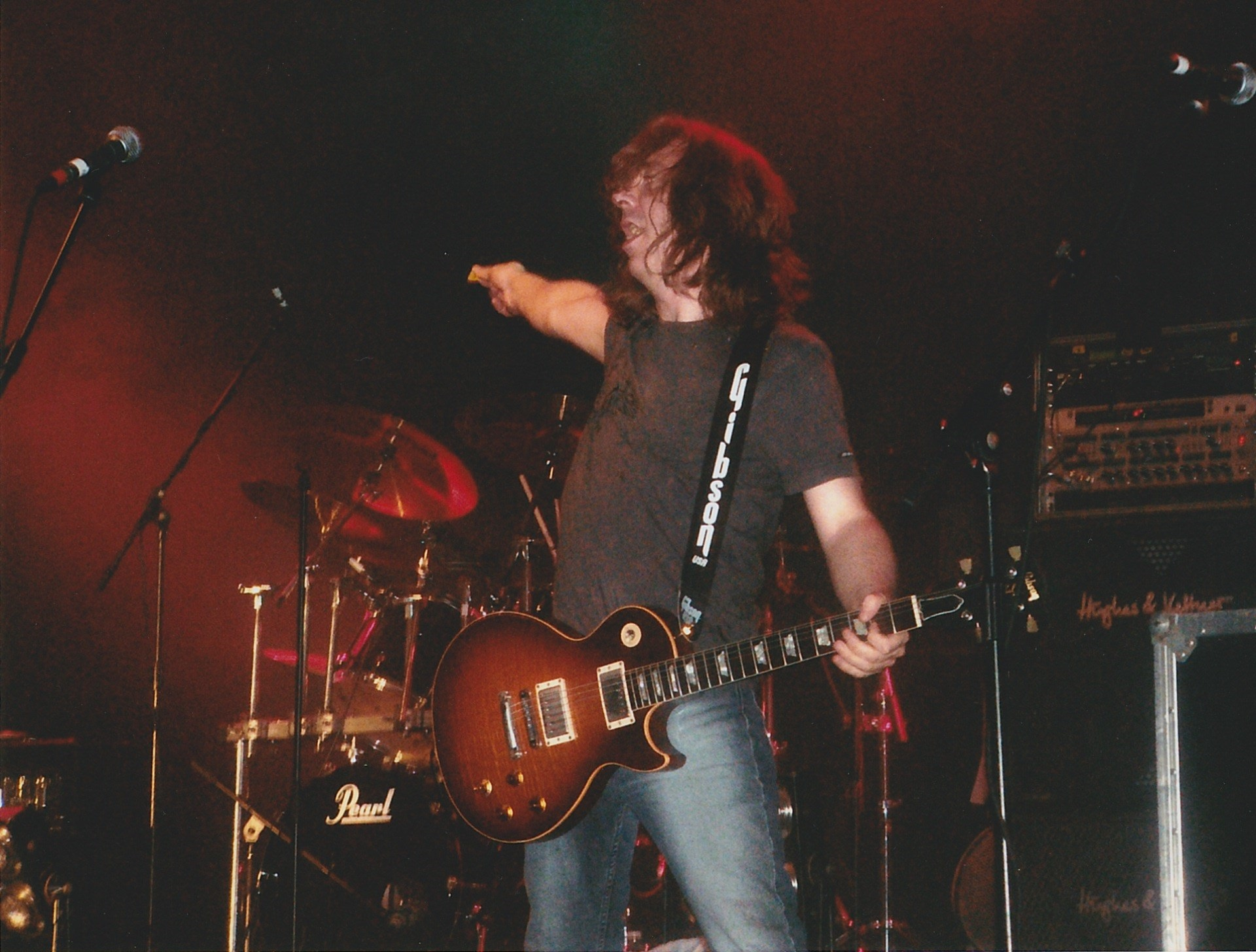
ベン・マシューズ(G) 2005年
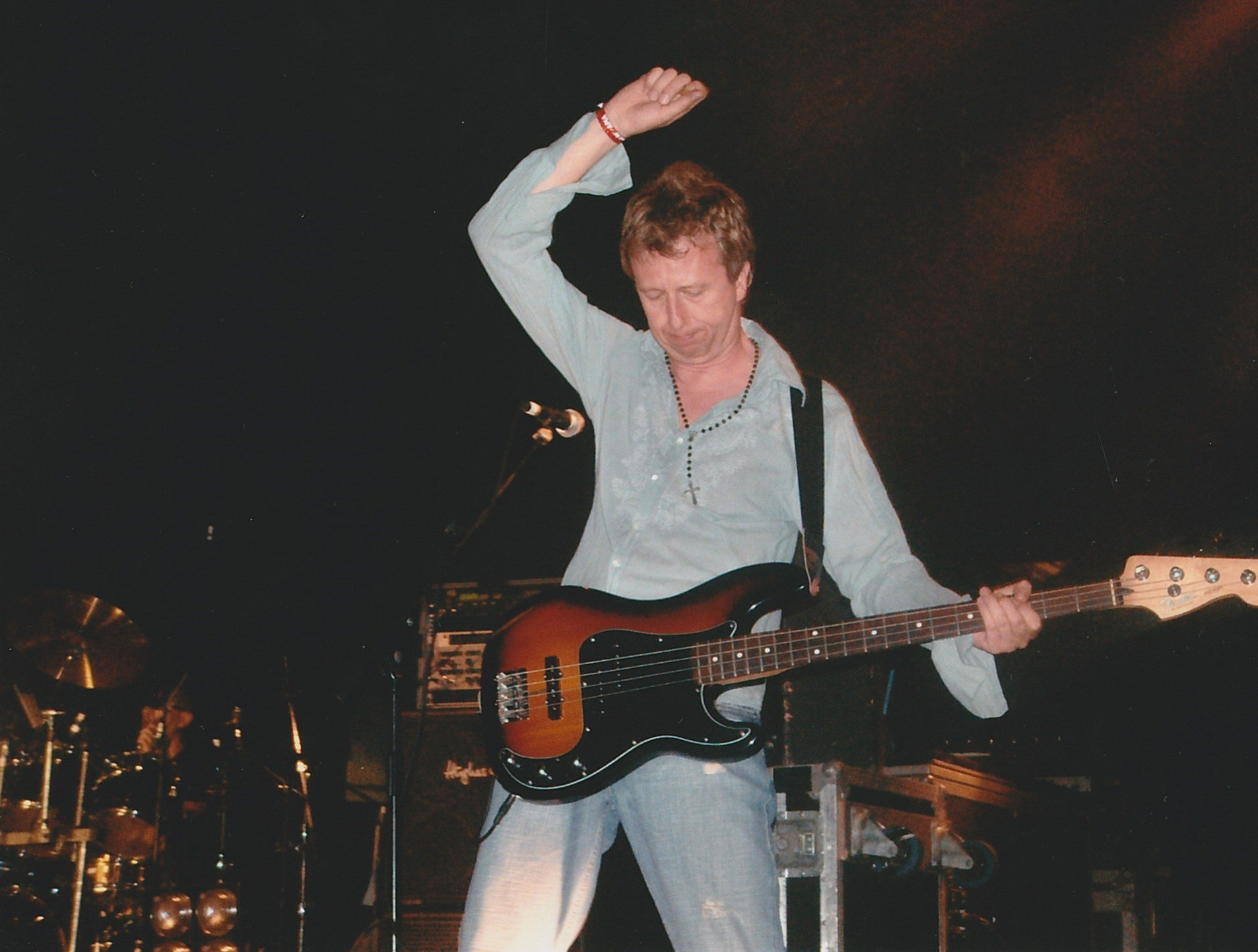
クリス・チャイルズ(B) 2005年
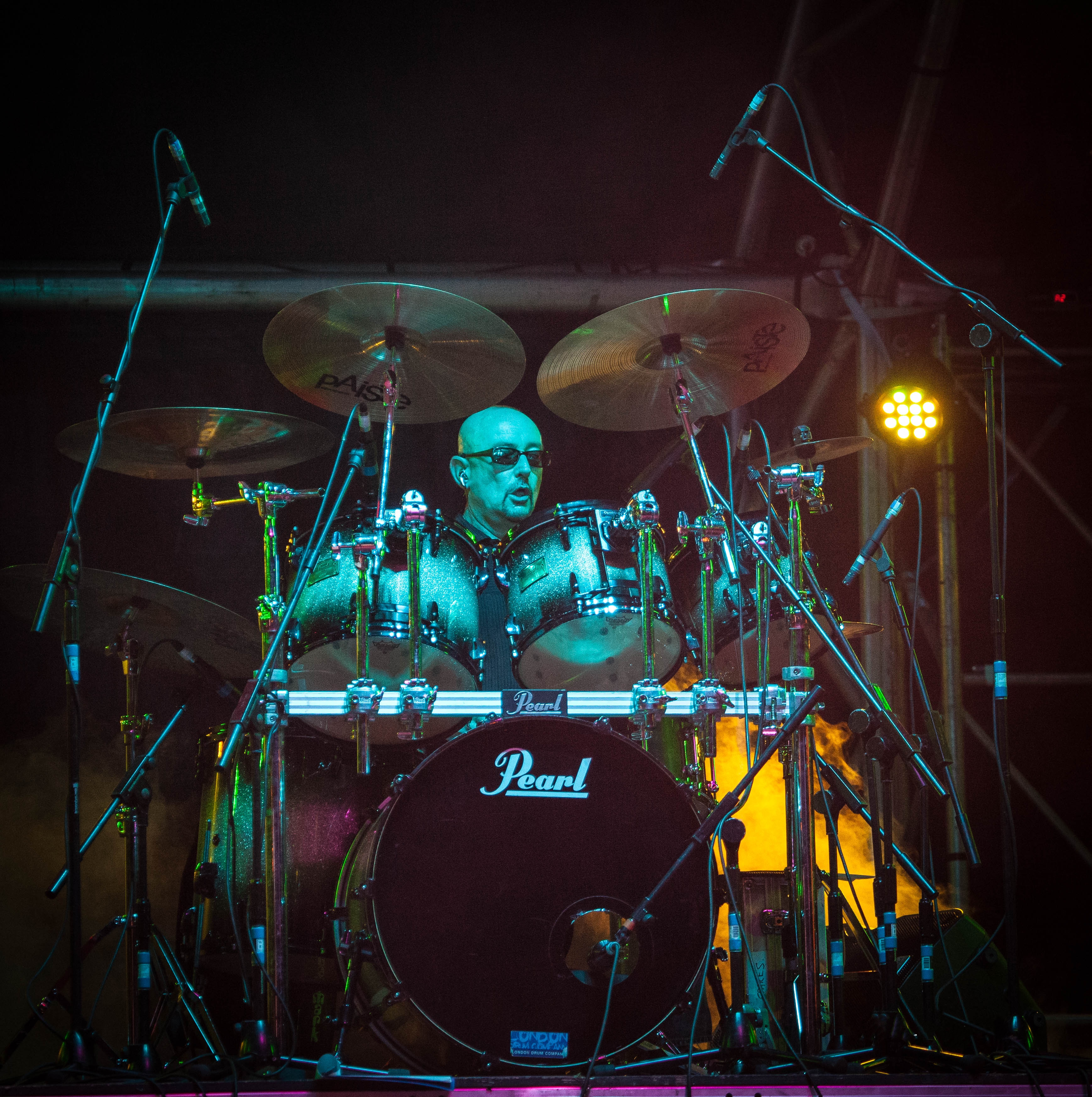
ハリー・ジェイムズ(Ds) 2014年

### 旧メンバー
- マーク・"スネイク"・ラックハースト (Snake Luckhurst)：ベース (1989年–1992年)
本名、マーク・エドワード・ラックハースト(Mark Edward Luckhurst)。1961年4月15日イギリス、サセックス州イーストボーン生まれ。逆光で見たシルエットがすごく細かったため、スネイク（ヘビ）みたいだとダニーが言ったのが定着した。
- マイケル・ホグランド (Mikael Hoglund)：ベース (1993年–1996年)
本名、ミカエル（Mickael）、マイケルは英語読み。表記の際にはCは消してある。1963年、スウェーデン生まれ。彼のブラック・サバス好きはバンドに影響を与えた。メンバーはマイケルの他、ミカエル、愛称のミッキーとも呼んでいた。

## ディスコグラフィ

### スタジオ・アルバム
- 『バックストリート・シンフォニー』 - Backstreet Symphony (1990年)
- 『ラフィング・オン・ジャッジメント・デイ』 - Laughing on Judgement Day (1992年)
- 『ビハインド・クローズド・ドアーズ』 - Behind Closed Doors (1995年)
- 『スリル・オブ・イット・オール』 - The Thrill of It All (1997年)
- 『ギヴィング・ザ・ゲーム・アウェイ』 - Giving the Game Away (1999年)
- 『シューティング・アット・ザ・サン』 - Shooting at the Sun (2002年)
- 『マグニフィセント・セヴンス』 - The Magnificent Seventh (2005年)
- 『ロバート・ジョンソンズ・トゥームストーン』 - Robert Johnson's Tombstone (2006年)
- 『バン!』 - Bang! (2008年)
- 『ワンダー・デイズ』 - Wonder Days (2015年)
- 『リップ・イット・アップ』 - Rip It Up (2017年)
- Please Remain Seated (2019年) ※公式ウェブサイトで販売されている自主制作盤
- 『オール・ザ・ライト・ノイゼズ』 - All the Right Noises (2021年)
- 『ドーパミン』 - Dopamine (2022年)

### ライブ・アルバム
- 『ライヴ・サーキット』 - Live Circuit (1995年)
- 『ライヴ』 - Live (1998年)
- 『オープン・ザ・ウィンドウ、クローズ・ザ・ドア～ラスト・ライヴ・イン・ジャパン』 - Open the Window, Close the Door – Live in Japan (2000年)
- They Think It's All Over... It Is Now (2000年) ※シリアルナンバー付き1万枚限定生産
- 『西暦2000年倫敦での“解散”アコースティック・ライヴ!!』 - They Think It's All Acoustic... It Is Now (2001年)
- 『ライヴ・アット・ドニントン“モンスターズ・オブ・ロック1990”』 - Live at Donington Monsters of Rock 1990 (2001年)
- Symphony and Stage (2002年)
- The Best of Thunder Live! (2004年)
- Live at the Bedford Arms (2004年)
- Live at Rock City (2005年)
- Live at Rock City – Case #2 (2005年)
- The Xmas Show – Live 2005 (2006年)
- The Magnificent Five Do Xmas! (2006年)
- The Xmas Show – Live 2006 (2007年)
- Rock City 6 – The Smell of Snow (2007年)
- The Xmas Show – Live 2007 (2008年)
- Rock City 8 – The Turkey Strikes Back (2008年)
- The Xmas Show – Live 2008 (2009年)
- Rock City 10 – A Christmas Cracker (2009年)
- 20 Years and Out – The Farewell Tour Live (2009年)
- Live at the BBC (1990–1995) (2010年)
- Rough & Ready (2010年)
- The Xmas Show – Live 2011 (2012年)
- Rock City 12 – The Baubles Are Back in Town (2012年)
- The Xmas Show – Live 2012 (2013年)
- The Mancunian Candidate (2013年)
- 『ライヴ・アット・ドニントン 1990&1992』 - Live at Donington 1990 & 1992 (2013年)
- The Xmas Show – Live 2013 (2014年)
- Back to the Black Country (2014年)
- 『オール・ユー・キャン・イート』 - All You Can Eat (2016年)
- Live at Loud Park (2016年)
- 『ステージ』 - Stage (Live) (2018年)
- Live at Islington Academy (2024年)

### EP
- 『オンリー・ワン、プレイ・ザット・ファンキー・ミュージック』 - The Only One (1998年) ※日本盤は追加収録あり
- The Only One (Live) (1998年)
- 『シックス・シューターEP』 - Six Shooter (2005年)
- Six of One (2007年)
- Half a Dozen of the Other (2008年)
- The Joy of Six (2008年) ※上記2枚との三部作。「The Joy Of Six」はボックスになっていて上記2枚が収められる。
- 『キラーEP』 - Killer (2015年) ※『ワンダー・デイズ』デラックスCDに付属
- Resurrection Day (2015年) ※iTunes exclusive
- 『EP』 - Broken Mirror (2017年) ※『リップ・イット・アップ』デラックスCD/ヴァイナルに付属

### コンピレーション・アルバム
- 『ゼア・ファイネスト・アワー (アンド・ア・ビット)』 - Their Finest Hour (And a Bit) (1995年)
- 『ベスト・オブ・サンダー』 - Burrn! Presents : The Best of Thunder (1998年)
- 『ザ・レア、ザ・ロウ・アンド・ザ・レスト』 - The Rare, the Raw, and the Rest (1999年)
- Gimme Some... (2000年)
- Rock Champions (2001年)
- 『バラッズ』 - Ballads (2003年)
- The EP Sessions 2007-2008 (2009年)
- 『ザ・ヴェリー・ベスト・オブ・サンダー』 - The Very Best of Thunder (2009年)
- The Best of Thunder 1989-1995 (2015年)
- The Greatest Hits (2019年)
- All the Right Noises - The Bonus songs (2021年)
- 『ザ・コンプリートEMIレコーディングス 1989-1995』 - The Complete EMI Recordings 1989-1995 (2024年) ※7CDボックス

### 映像作品
- 『バックストリート・シンフォニー』 - Backstreet Symphony: The Videos (1990年) ※VHSのみ
- 『ライヴ』 - Live (1998年)
- In, Out, Put the Kettle On (2000年) ※VHSのみ
- Live and Uncut (2003年)
- Plug It Out (2004年)
- 『フロード・トゥ・パーフェクション (ザ・ビデオ・コレクション 1990-1995)』 - Flawed to Perfection: The Videos (2005年)
- Scenes of the Behind (2006年)
- 『サンダー・ゴー・マッド・イン・ジャパン』 - Thunder Go Mad in Japan (2006年)
- The Devil Went Down to Huttwil (2007年)
- At the End of the Road (2009年)
- Sight & Sound (2012年)
- Live at Donington 1990 (2013年)
- All You Can Eat (2016年)
- 『ステージ』 - Stage (Live) (2018年)